# Peter Kropsch

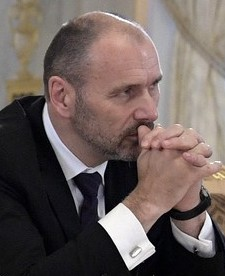
Peter Kropsch (2019)

Peter Kropsch (* 26. Juni 1965 in Wels, Oberösterreich) ist Geschäftsführer der Deutschen Presse-Agentur, wo er im Januar 2017 den Vorsitz der Geschäftsführung übernahm. Davor war Kropsch CEO der österreichischen Nachrichtenagentur APA.

## Leben und Wirken

### Herkunft und Ausbildung
Peter Kropsch maturierte 1983 in Wels. Direkt im Anschluss studierte er zwei Semester Betriebswirtschaftslehre an der Universität Linz, wechselte dann jedoch 1984 zum Studium der Publizistik und Kommunikationswissenschaft an der Universität Wien. Als zweite Studienrichtung wählte Kropsch eine Fächerkombination aus Psychologie, Soziologie und Geschichte. Beide Lehrgänge schloss er 1993 ab und trat im Anschluss seinen einjährigen Präsenzdienst an.
Parallel zu diesen beiden Studien absolvierte er von 1989 bis 1991 einen Hochschullehrgang für Öffentlichkeitsarbeit an der Universität Wien, welchen er als „akademisch geprüfter PR-Berater“ erfolgreich abschloss.

### Frühe berufliche Laufbahn
Schon als Student arbeitete Kropsch zusätzlich bei verschiedenen Unternehmen, wie z. B. bis 1989 als freier Texter für eine Werbeagentur in Linz. Danach war er bis 1991 in der Elin-Gruppe im Bereich Öffentlichkeitsarbeit tätig, wo er zuletzt als Pressesprecher und Leiter der PR-Abteilung fungierte.
Für die folgenden vier Jahre wechselte er von der PR in den Journalismus und arbeitet von 1991 bis 1995 als Wirtschaftsredakteur bei der WIPRESS – Wirtschaftspressedienst GmbH, die ein Tochterunternehmen der deutschen vwd-Gruppe (Vereinigte Wirtschaftsdienste) war, die wiederum im Eigentum des Handelsblatts, der FAZ und des Dow Jones stand. Bevor die Agentur an die APA – Austria Presse Agentur verkauft wurde, war Kropsch bereits mit den Aufgaben als Prokurist betraut und Mitgesellschafter.

### Tätigkeit bei der APA – Austria Presse Agentur eG
Kropschs Karriere begann bei der APA – Austria Presse Agentur 1996 in der Abteilung Marketing und Verkauf. Bereits in seinem zweiten Jahr im Unternehmen fungierte er als Bereichsleiter Business Information und zeichnete verantwortlich für die Geschäftsbereiche APA-Finanzdienste, APA-Datenbanken und Profildienste, APA-Originaltext-Service und APA-MultiMedia. Im Zuge der Ausgliederung der APA-OTS übernahm er im Jahr 2000 die Geschäftsführung der neuen Tochter und wurde im selben Jahr zum Prokurist und Mitglied der Geschäftsleitung der APA ernannt.
Ab 2002 bzw. 2008 fungierte er außerdem als Geschäftsführer der APA-DeFacto GmbH und der APA-BeteiligungsManagement GmbH. Im Dezember 2005 wurde Kropsch zum stellvertretenden Geschäftsführer, 2006 unter CEO Wolfgang Vyslozil schließlich zum Geschäftsführer ernannt.
Ab 2009 war Kropsch Geschäftsführendes Vorstandsmitglied und Chief Executive Officer. Zweiter Geschäftsführer im APA-Konzern war von 2009 bis 2014 Konrad Tretter, ab 2014 Clemens Pig. Im Oktober 2014 wurde Kropsch vom Branchenmagazin „Der österreichische Journalist“ zum „Medienmanager des Jahres 2014“ gewählt. Im Juni 2015 wurde bekannt, dass Kropsch mit September 2016 in die Geschäftsführung der Deutschen Presse-Agentur wechseln wird.

### Tätigkeit bei der dpa – Deutsche Presse-Agentur GmbH
Peter Kropsch übernahm im Januar 2017 den Vorsitz der Geschäftsführung der dpa Deutsche Presse-Agentur GmbH. Er folgte auf Michael Segbers, der nach mehr als vier Jahrzehnten im Unternehmen mit Vollendung des 65. Lebensjahres aus Altersgründen die Geschäftsführung verlassen hatte. Kropsch führt die dpa gemeinsam mit Chefredakteur Sven Gösmann.

## Weitere Aktivitäten und Engagement
- 2000–2012: Lehrtätigkeit an mehreren Universitäten und Fachhochschulen – Lehrveranstaltungen u. a. zu: „Strategische und wirtschaftliche Aspekte digitaler Content-Angebote“ sowie „Managementpraxis“[10]
- 2008–2011: Vorstandsmitglied MINDS International[11]
- 2008–heute: Mitglied des Verwaltungsrates der Schweizer Keystone AG (Zürich)[12]
- 2009–2010: Vorstandsvorsitzender von MINDS International[13]
- 2010–2014: Mitglied des Vorstandes der EANA – European Alliance of News Agencies[14]
- 2012–2014: Präsident der EANA – European Alliance of News Agencies[15]
- 2012–heute: Präsident des Verwaltungsrats der Keystone AG[16]
- 2018–2020: Präsident der EANA – European Alliance of News Agencies[17]

## Auszeichnungen
- 2014: „Medienmanager des Jahres 2014“, ausgezeichnet vom Branchenmagazin „Der Österreichische Journalist“